# 合江镇 (三都县)
合江镇，是中华人民共和国贵州省黔南布依族苗族自治州三都水族自治县一个已撤销的行政建制镇。
2014年8月7日，贵州省人民政府批复同意三都水族自治县乡镇行政区划调整，撤销合江镇，将其所辖行政区域划归大河镇。